# 明治9年の出石大火
明治9年の出石大火（めいじ9ねんのいずしたいか）は、1876年（明治9年）3月26日に現在の兵庫県豊岡市出石町地域を襲った大火。

## 概要
1876年3月26日の夕方、出石市街東側の入佐町岩鼻に独居する旧出石藩士が泥酔してイワシを焼いた際の火の不始末が原因とされ、強風に煽られて広がった大火により、大川（旧出石川）以東の谷山・伊木・東条・入佐・魚屋・本町・宵田・鉄砲・川原・柳・田結庄の各町と水上村の一部が焼き尽くされた。同日21時ごろには、宮津からも燭光が認められたという。
当時の井上淳戸長によると、全焼966戸、半焼5戸、焼死5人、負傷14人であり、この他に社寺や橋にも被害があった。

## その他の大火
- 裏町大火
- 初午大火
- 1926年（大正15年）6月22日の寺町での火災[2]
- 1929年（昭和4年）6月8日の寺町での火災[2]